# Шестовицька сільська рада
Шестови́цька сільська́ ра́да — орган місцевого самоврядування у Чернігівському районі Чернігівської області. Адміністративний центр — село Шестовиця.

## Загальні відомості
Шестовицька сільська рада утворена в 1923 році.
- Територія ради: 47,138 км²
- Населення ради: 688 осіб (станом на 2001 рік)

## Населені пункти
Сільській раді підпорядковані населені пункти:
- с. Шестовиця

## Склад ради
Рада складається з 12 депутатів та голови.
- Голова ради: Заліська Валентина Тимофіївна
- Секретар ради:

### Керівний склад попередніх скликань
| ПІБ                           | Основні відомості                                                                     | Дата обрання | Дата звільнення |
| ----------------------------- | ------------------------------------------------------------------------------------- | ------------ | --------------- |
| Заліська Валентина Тимофіївна | Сільський голова, 1956 року народження, освіта середня загальна                       | 26.03.2006   | 31.10.2010      |
| Заліська Валентина Тимофіївна | Сільський голова, 1956 року народження, освіта середня загальна, член Народної партії | 31.10.2010   |                 |

Примітка: таблиця складена за даними джерела

### Депутати
За результатами місцевих виборів 2010 року депутатами ради стали:

#### За суб'єктами висування
| Суб'єкт висування | Кількість обраних депутатів | %  |
| ----------------- | --------------------------- | -- |
| Самовисування     | 9                           | 75 |
| Партія регіонів   | 3                           | 25 |

#### За округами
| № округу        | Прізвище, ім'я, по батькові  | Дата визнання обраним | Освіта             | Партійна приналежність | Відомості про обраного депутата     |
| --------------- | ---------------------------- | --------------------- | ------------------ | ---------------------- | ----------------------------------- |
| Партія регіонів |                              |                       |                    |                        |                                     |
| 1               | Міх Світлана Миколаївна      | 04.11.2010            | середня спеціальна | член Партії регіонів   | Шестовицькасільська рада, касир     |
| 2               | Беліченко В'ячеслав Павлович | 04.11.2010            | вища               | член Партії регіонів   | тимчасово не працює                 |
| 8               | Міх Любов Олександрівна      | 04.11.2010            | середня спеціальна | член Партії регіонів   | пенсіонер                           |
| Самовисування   |                              |                       |                    |                        |                                     |
| 3               | Янчук Марія Дмитрівна        | 04.11.2010            | середня            | член Партії регіонів   | магазин, продавець                  |
| 4               | Британ Володимир Михайлович  | 04.11.2010            | середня            | позапартійний          | тимчасово не працює                 |
| 5               | Куций Михайло Іванович       | 04.11.2010            | середня спеціальна | позапартійний          | тимчасово не працює                 |
| 6               | Бешун Валентина Василівна    | 04.11.2010            | середня спеціальна | позапартійна           | Базавідпочинку"Юність", директор    |
| 7               | Болтрик Надія Іванівна       | 04.11.2010            | середня спеціальна | член Народної партії   | Шестовицькасільськарада, секретар   |
| 9               | Биковець Надія Петрівна      | 04.11.2010            | вища               | член Народної партії   | Шестовицькас/рада, бухталтер        |
| 10              | Міх Віктор Миколайович       | 04.11.2010            | середня            | позапартійний          | Шестовицькашкола(на сезон), кочегар |
| 11              | Мекшун Світлана Петрівна     | 04.11.2010            | середня            | позапартійна           | Магазин, приватн.підприємець        |
| 12              | Рубан Надія Іванівна         | 04.11.2010            | середня            | член Народної партії   | пенсіонер                           |